# Summersty Beck
Der Summersty Beck ist ein Wasserlauf im Lake District, Cumbria, England.
Der Summersty Beck entsteht südlich des Ghyll Head Reservoir. Er fließt in nördlicher Richtung bis zu seiner Mündung in den Stausee.